# Xiaomi Redmi Note 3
Lo Xiaomi Redmi Note 3 è uno smartphone sviluppato da Xiaomi Inc.
Appartiene alla linea dei dispositivi di fascia media di Xiaomi, ed è stato pubblicato il 24 novembre 2015. Il Redmi Note 3 è disponibile solo nella Cina continentale.
Lo Xiaomi Redmi Note 3 ha un processore MTK Helio X10 octa core, 5.5 pollici con risoluzione 1080p, con 2GB / 3GB di memoria interna, e disponibile in versioni da 16GB / 32GB, ed utilizza il sistema operativo MIUI 7, aggiornabile a MIUI 8. È anche presente la variante PRO, che ha come processore il Qualcomm Snapdragon 650. Tuttavia quest'ultimo terminale non supporta la funzione Quick Charge di Qualcomm.